# Rubén Uriza Castro
Rubén Uriza Castro (Huitzuco, 27 de mayo de 1920-Ciudad de México, 30 de agosto de 1992) fue un jinete mexicano que compitió en la modalidad de salto ecuestre. Participó en los Juegos Olímpicos de Londres 1948, obteniendo dos medallas, oro en la prueba por equipos y plata en individual.

## Palmarés internacional
| Juegos Olímpicos | Juegos Olímpicos      | Juegos Olímpicos | Juegos Olímpicos |
| Año              | Lugar                 | Medalla          | Categoría        |
| ---------------- | --------------------- | ---------------- | ---------------- |
| 1948             | Londres (Reino Unido) | Medalla de oro   | Por equipos      |
| 1948             | Londres (Reino Unido) | Medalla de plata | Individual       |